# Valentine (Musikerin)

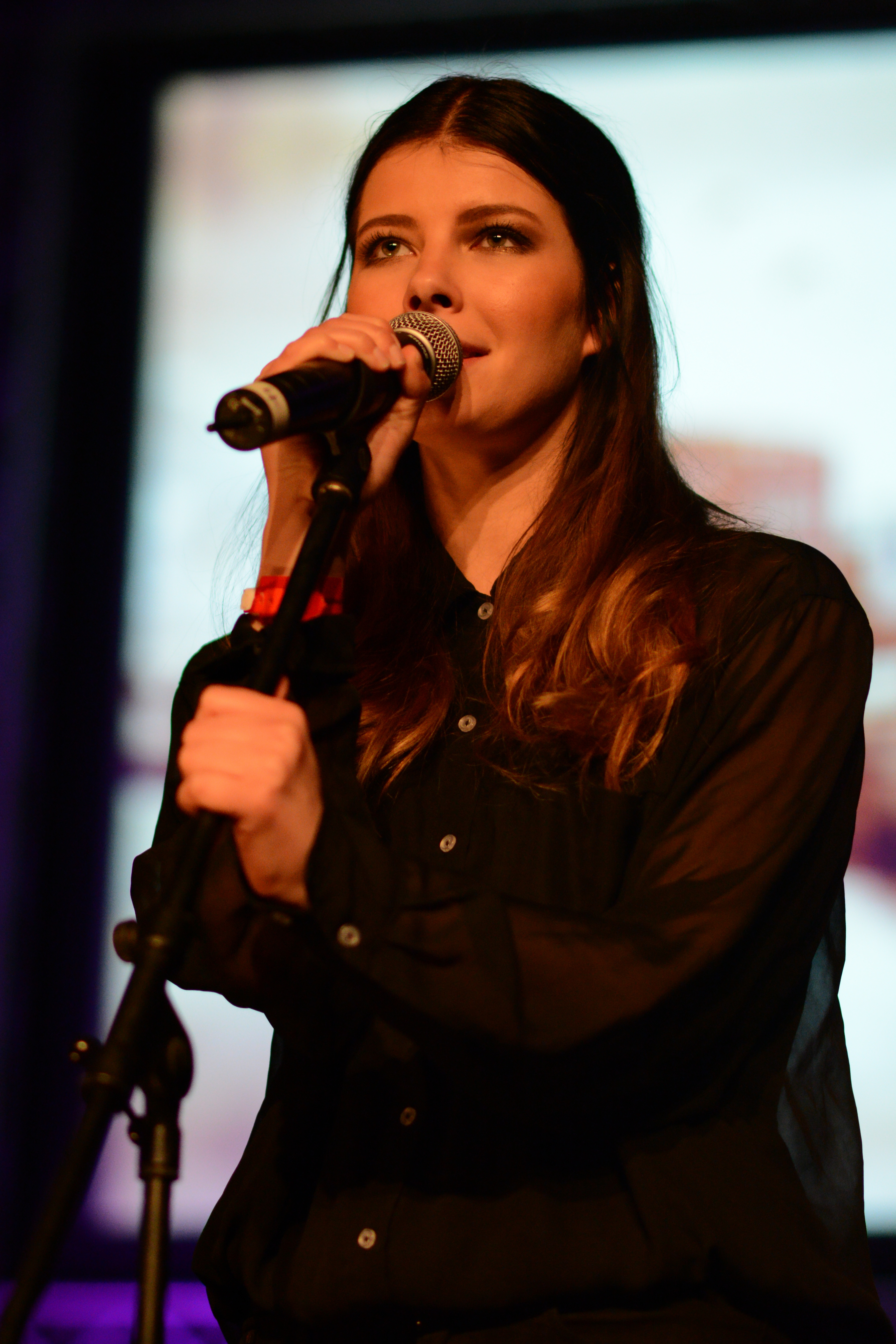
Valentine 2014

Valentine Romanski (* 22. Juni 1988 in Zwenkau), bekannt als Valentine, ist eine deutsche Sängerin und Musikerin. Ihre Songs sind überwiegend von ihr selbst geschriebene Balladen, bei denen sie sich selbst am Klavier begleitet.

## Werdegang
Valentine wurde als Tochter eines Toningenieurs geboren. Ihre Mutter war in ihrer Jugend Mitglied einer Band. Sie selbst wuchs in Berlin-Friedrichshain auf. Als Kind lernte sie Klavier zu spielen. Ermutigt durch Robert Gläser, den Freund ihrer Mutter, begann sie im Alter von 13 Jahren erste eigene Songs zu schreiben. Aus diesen Kompositionen entstand 2005 das Debütalbum von Valentine, für das Gläser zahlreiche namhafte Musiker (u. a. Felix M. Lehrmann [dr.] und Werner Becker) gewinnen konnte.
Die erste Singleauskoppelung Feel So Bad erreichte im Juni 2005 die deutschen Charts.
Ihr Debütalbum Ocean Full of Tears erschien kurz darauf. Das Album verhalf Valentine zwar nicht zum großen kommerziellen Durchbruch, konnte sich aber dennoch auf Rang 26 platzieren und zwei Monate lang in den Top-100 halten. Im Verlauf des Jahres spielte Valentine auf zahlreichen Festivals und Konzerten. Am 24. November 2005 sang sie bei der Verleihung der Eins Live Krone ihre Single Feel so Bad und war als Bester Newcomer nominiert.
Im September 2006 kehrte sie nach mehreren Monaten Studioarbeit in die Öffentlichkeit zurück und veröffentlichte ihr zweites Album Blue Merry-Go-Round. Das Album konnte nicht an den kommerziellen Erfolg anknüpfen. Blue Merry-Go-Round schaffte es nicht in die Top-100 der deutschen Albumcharts, nachdem bereits die erste Singleauskopplung You & Me Platz 81 erreicht hatte und von Radiosendern sowie dem Musikfernsehen hauptsächlich ignoriert wurde. Im Dezember 2006 wurde der Song Why als zweite Single veröffentlicht, die nur als Download erhältlich ist.
Seit Anfang 2010 tourt sie mit der Bühnenshow der Geschichtenlieder-Produktion Der Traumzauberbaum von Reinhard Lakomy durch Deutschland. Sie spielt und singt die Figur „Waldwuffel“. Ihr drittes Album Love Like Gold erschien am 29. Oktober 2010 – die erste Single daraus, Black Sheep, bereits zwei Wochen vorher. Sie erreichte Platz 30 und konnte sich insgesamt vier Wochen in den deutschen Single-Charts halten. Am 9. April 2011 wurde das Musikvideo zu  Black Sheep  mit dem drums.de Award als Musikvideo des Jahres 2011 ausgezeichnet.
Um das Album Love Like Gold zu unterstützen und neue Songs vorzustellen, veranstaltete Romanski 2011 mehrere Online-Konzerte. 

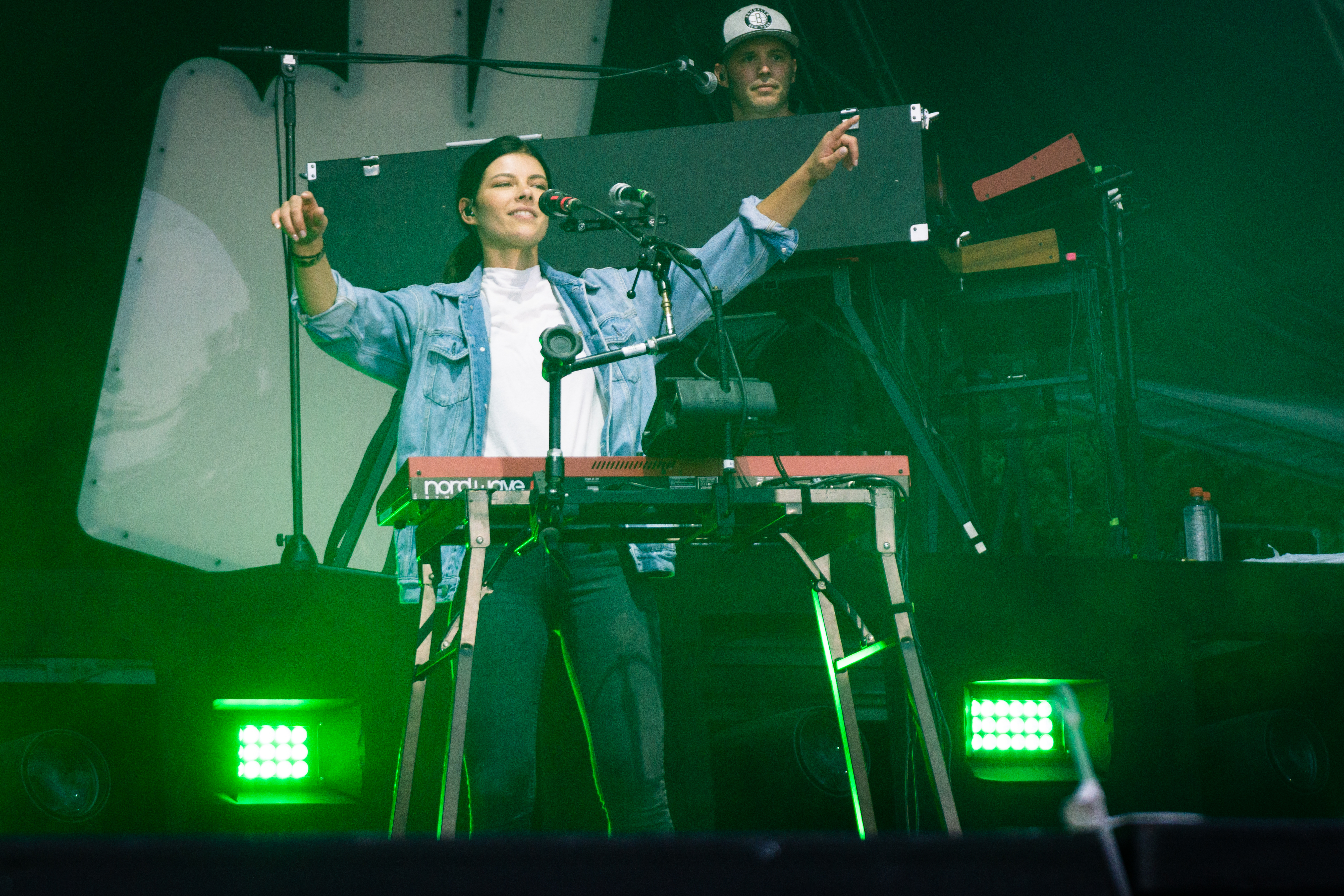
Valentine bei einem Bosse-Auftritt 2019

Seit April 2013 trat sie in mehreren Konzerten im Vorprogramm bei der Kranich-Tour von Axel Bosse auf. Später dann auch im Hauptprogramm im Duett mit Axel Bosse (Titel „Nächsten Sommer“) und als Backgroundsängerin.
Am 17. Januar 2020 erschien Valentines neue Single Stromschlag.
2024 gründet sie ihr neues Soloprojekt Lucy Fair und veröffentlichte im Oktober 2024 die erste Single „Burning“.

## Diskografie

### Studioalben
| Jahr | Titel               | Höchstplatzierung, Gesamtwochen, AuszeichnungChartplatzierungen (Jahr, Titel, Platzierungen, Wochen, Auszeichnungen, Anmerkungen) | Höchstplatzierung, Gesamtwochen, AuszeichnungChartplatzierungen (Jahr, Titel, Platzierungen, Wochen, Auszeichnungen, Anmerkungen) | Anmerkungen                              |
| Jahr | Titel               | DE | AT | Anmerkungen                              |
| ---- | ------------------- | --- | --- | ---------------------------------------- |
| 2005 | Ocean Full of Tears | DE26 (8 Wo.)DE | — | Erstveröffentlichung: 24. Juli 2005      |
| 2006 | Blue Merry-Go-Round | — | — | Erstveröffentlichung: 29. September 2006 |
| 2010 | Love Like Gold      | DE81 (1 Wo.)DE | — | Erstveröffentlichung: 29. Oktober 2010   |

### Singles & EPs
| Jahr | Titel Album                                  | Höchstplatzierung, Gesamtwochen, AuszeichnungChartplatzierungen (Jahr, Titel, Album, Platzierungen, Wochen, Auszeichnungen, Anmerkungen) | Höchstplatzierung, Gesamtwochen, AuszeichnungChartplatzierungen (Jahr, Titel, Album, Platzierungen, Wochen, Auszeichnungen, Anmerkungen) | Anmerkungen                            |
| Jahr | Titel Album                                  | DE | AT | Anmerkungen                            |
| ---- | -------------------------------------------- | --- | --- | -------------------------------------- |
| 2005 | Feel So Bad (EP) Ocean Full of Tears         | DE33 (10 Wo.)DE | — | Erstveröffentlichung: 30. Mai 2005     |
| 2005 | Ocean Full of Tears (EP) Ocean Full of Tears | DE88 (4 Wo.)DE | — | Erstveröffentlichung: 7. Oktober 2005  |
| 2006 | You & Me (EP) Blue Merry-Go-Round            | DE81 (8 Wo.)DE | — | Erstveröffentlichung: 25. August 2006  |
| 2010 | Black Sheep (EP) Love Like Gold              | DE30 (4 Wo.)DE | AT48 (1 Wo.)AT | Erstveröffentlichung: 15. Oktober 2010 |

Weitere Singles und EPs
- 2006: Why (EP)
- 2015: Wild Heart (EP)
- 2018: Haunting
- 2020: Stromschlag
- 2021: Flaschenpost
- 2021: Du bist besonders
- 2021: Insomnia
- 2021: Licht & Schatten